# Bulbophyllum luciphilum
Bulbophyllum luciphilum är en orkidéart som beskrevs av Tariq Stévart. Bulbophyllum luciphilum ingår i släktet Bulbophyllum och familjen orkidéer.
Artens utbredningsområde är São Tomé. Inga underarter finns listade i Catalogue of Life.